# Білоус Дмитро Максимович
Дмитро Максимович Білоус (нар. 30 листопада 1941, Котовськ, Одеська область — пом. 2010, Чернігів) — український диригент, заслужений артист Української РСР (1975).

## Біографія
1955 році закінчив середню школу Дрогобич; 1959 рік — закінчив музичне училище Київ; 1959—1966 роки — артист оркестру Кіровоградського українського театру ім. М.Кропивницького; 1966—1967 роки — завідувач музичною частиною Закарпатського українського музично-драматичного театру (Ужгород); 1967—1972 роки — завідувач музичною частиною Чернігівського українського музично-драматичного театру ім. Т.Шевченка; 1972—1988 роки — завідувач музичною частиною, диригент Закарпатського українського музично-драматичного театру; Від 1990 року — головний диригент у Чернігівському музично-драматичному театрі імені Т. Г. Шевченка.

## Творчий доробок
Автор музики до вистав «Океан», «Людина із зірки», «Міщанин у дворянстві».